# Tapulao
Der Tapulao ist mit einer Höhe von 2037 m der höchste Berg in der Provinz Zambales auf den Philippinen. Er ist auch unter dem Namen High Peak bekannt und auf vielen Landkarten so benannt.
Der Tapulao liegt auf dem Gebiet der Gemeinde Iba im Zentrum der Zambales-Berge. Seine Hänge sind bis in eine Höhe von 1.875 Metern mit dichtem tropischem Regenwald bewachsen. Darüber breitet sich bis zum Gipfel dichte Heidevegetation aus. Es existieren zwei Aufstiegsmöglichkeiten auf den Berg, ein dreitägiger Aufstieg von Mayantoc, Provinz Tarlac, über den Tarlac Traverse Trail oder ein zweitägiger Aufstieg von Iba aus. Vom Gipfel aus hat man einen grandiosen Blick von den Zambales-Bergen bis zum Südchinesischen Meer.
Am Berg liegt das Verbreitungsgebiet der dort lebenden endemischen Nasenratte Rhynchomys tapulao.